# Alejandro De Michele
Alejandro Osvaldo De Michele (Buenos Aires, 5 de junio de 1954 - ibídem, 20 de mayo de 1983) fue un cantante, poeta, compositor, productor y guitarrista de rock argentino conocido por haber formado el dúo de rock Pastoral junto a su compañero Miguel Ángel Erausquín.

## Biografía
De Michele integró el dúo Pastoral junto a Miguel Ángel Erausquín. Se conocieron en el Colegio Mariano Moreno de la ciudad de Buenos Aires. En ese entonces comenzaron a componer y cantar canciones juntos. Erausquín contaba con cierta experiencia al haber integrado en el pasado el grupo Enjambre, y De Michele no había estudiado música pero acompañaba con su canto y voz. Fue en esta época cuando se presentaron en un concurso de bandas organizado por la Casa América. A pesar de haber ganado el premio con sus dos canciones, «Libertad pastoral» y «Hay que comprender», la grabación de un álbum nunca se concretó.
Las obsesiones de Alejandro De Michele (el vientre, la muerte, la locura) ya están presentes en este anónimo debut. Cuando Pastoral entró a los estudios para grabar su primer álbum, lo hizo en un estado de absoluta indefensión y sin ninguna experiencia en la industria musical.

Con Miguel desarrollamos una coincidencia espiritual: hacer lo posible para marcar la alienación, las contradicciones del hombre de la ciudad. Nosotros creemos en lo campestre y en la música que surge espiritualmente de allí. Alejandro De Michele.

Editó con él siete discos: 
Pastoral (1973), En el hospicio (1975), Humanos (1976), Atrapados en el cielo (1977), Mensaje mágico (sencillo) (1977), De Michele - Erausquín (1979), Generación (1982) y 
En vivo Obras 1983 (2009).

"A mi me parece que nadie le da bolilla al juguete viejo que tiene guardado hasta que se da cuenta de que el vecino está usando ese juguete y creo que con el rock pasa exactamente lo mismo. Al principio nadie se fijó en el rock porque aparentemente no era negocio; a nadie le importaba lo que hacían los chicos que podían tocar esta música. En determinado momento se te amplían las posibilidades, cuando un montón de gente decide poner dinero para hacer espectáculos porque es negocio para ellos." (Alejandro De Michele consultado por la Revista Pelo sobre el pequeño auge del rock nacional en 1976).

El LP Mensaje mágico solo incluye dos canciones: «Mensaje mágico», con una lírica poética y optimista, y la instrumental «Reflejos del hombre». La valoración actual de la revista NME habla de «Mensaje mágico» como «una canción que estremece con su música y significado...».
En 1980 fue parte del efímero grupo de rock progresivo Merlín, junto al exbajista de Crucis Gustavo Montesano:

"El primer tema que hice para Merlín fue 'Tragaluz de Plata'. Ese tema estaba hecho para un grupo. La gente puede pensar que Merlín era un dúo, pero no fue así. Merlín fue un grupo. El hecho de que la tapa del disco presentara a un dúo se dio porque el bajista que grabó el long-play no es el mismo que tocaba en vivo. Los productores pensaron que era mejor poner una foto de nosotros dos hasta que el grupo estuviera definitivamente. De haber habido otros discos, las fotos de tapa hubieran sido de los cinco.

De Michele retornó a Pastoral poco después.

"Yo en ningún momento pensé en hacer otro dúo, porque si no hubiera grabado con Miguel Angel (Erausquín), con quien tengo una relación increíble.

«Para mí, escribir es un desafío, porque es algo muy difícil. En este momento tengo ganas de hacerlo, ya que a veces en un tema no puedo decir todo lo que quiero decir. Me quedo corto. Hay mucha gente —y no me refiero al público— que no quiere que yo diga cosas o no quiere que yo siga existiendo, porque le puede molestar que Alejandro De Michele siga vivo.»

## Muerte
Con el dúo consolidado una vez más, De Michele tenía en mente nuevos horizontes creativos para Pastoral: más experimentación, nuevos sonidos y una firme incursión en el terreno del video. También planeaba su propio disco solista, al que provisoriamente llamaba Cuarto transitorio y otro proyecto truncado llamado Federico siete vidas.
En la madrugada del 20 de mayo de 1983, el automóvil Ford Falcon de De Michele embistió violentamente un árbol frente al Velódromo Municipal, provocándole la muerte instantáneamente. Tenía 28 años. Su fallecimiento implicó también el final de Pastoral, ante la decisión de Erausquín de no continuar con el nombre del dúo sin su compañero de toda la vida. Sus cenizas reposan en el cinerario de la Parroquia de Nuestra Señora del Perpetuo Socorro, ubicada en la avenida Yrigoyen de Villa Luro, Buenos Aires.
El fallecimiento de De Michele coincidió en el tiempo con las muertes de Luca Prodan (22 de diciembre de 1987), Miguel Abuelo (26 de marzo de 1988) y Federico Moura (21 de diciembre de 1988), marcando de este modo el final de un período oscuro para ciertos circuitos del pop-rock argentino de la década de 1980.

## Discografía oficial
- Pastoral (1974)
- En el hospicio (1975)
- Humanos (1976)
- Atrapados en el cielo (1977)
- Mensaje mágico (sencillo) (1977)
- De Michele - Erausquín (1979)
- Generación (1982)
- En vivo Obras 1983 (2 CD) (2009)

Recopilaciones:
- Nuestra pequeña historia (1978)
- Todo Pastoral (1983)
- El álbum (1990)
- Todo Pastoral (1992)
- Oro (2000)

Discografía solista de Alejandro De Michele:
- Merlín (1980, con el grupo Merlín)